# Erich Adickes
Erich Adickes, född 29 juni 1866 i Lesum, död 8 juli 1928 i Tübingen, var en tysk filosof.

## Biografi
Adickes utsågs efter Christoph von Sigwart till professor i filosofi i Tübingen 1904. Adickes filosofiska ståndpunkt kan betecknas som en av starka realistiska förbehåll tyglad kantianism. Bland hans skrifter märks: Kants Systematik als systembildender Faktor (1887), Kant contra Haeckel (1901, 2:a upplagan 1906), samt stridstidskriften Kant und die Als-ob-Philosophie (1927). Sin egentliga betydelse fick dock Adickes som Kantfilolog; han utgav i preussiska vetenskapsakademiens stora Kantupplaga Kants handschriftlicher Nachlass (3 band, 1911-14) samt Kantstudien och Kants Opus postumum dargestellt und beurteilt (1920).